# Бранже, Жан-Ги
Жан-Ги Бранже (фр. Jean-Guy Branger; род. 15 апреля 1935, Кабарьо, Приморская Шаранта) — французский политический и государственный деятель, депутат Национального собрания (1977—1997), сенатор (1998—2008), мэр Сюржера (1971—1977, 1983—2001).

## Биография
Родился 15 апреля 1935 года в Кабарьо, департамент Приморская Шаранта, Франция.
После окончания обучения Бранже стал преподавателем местной средней школы. Спустя некоторое время он вступил в «Союз за французскую демократию», от которого в 1973 году был избран в Совет департамента Приморская Шаранта. Кроме того, в 1971 году он был избран мэром города Сюржер.
В январе 1977 года Бранже сменил Альбера Биньона на посту депутата Национального собрания Франции от департамента Приморская Шаранта, сохраняя свой пост до апреля 1997 года. Спустя чуть более года он был избран сенатором Франции от своего департамента, оставаясь в должности до сентября 2008 года, когда его преемником стал Даниэль Лоран.
После ухода из Сената Бранже отошёл от активной политической деятельности, а в 2004 году оставил своё место и в Совете департамента.